# Le Secret de la cité perdue
«  Lost City of D  » et «  The Lost City (film, 2022) » redirigent ici. Pour les autres significations, voir Lost City.
Pour plus de détails, voir Fiche technique et Distribution.
Le Secret de la cité perdue ou La Cité perdue au Québec (The Lost City) est un film américain co-écrit et réalisé par Aaron et Adam Nee (en), sorti en 2022.

## Synopsis
Une romancière solitaire (Sandra Bullock) doit partir en tournée promotionnelle pour la sortie de son nouveau roman. Elle se retrouve embarquée dans une aventure dans la jungle en compagnie de l'homme (Channing Tatum) engagé comme mannequin pour la photographie de la couverture de son livre.

## Fiche technique
Sauf indication contraire, les informations mentionnées dans cette section peuvent être confirmées par la base de données cinématographiques IMDb,  présente dans la section « Liens externes ».
- Titre original : The Lost City
- Titre de travail : Lost City of D
- Titre français : Le Secret de la cité perdue
- Titre québécois : La Cité perdue[2]
- Réalisation : Aaron et Adam Nee (en)
- Scénario : Dana Fox, Aaron Nee, Adam Nee et Oren Uziel, d'après une histoire de Seth Gordon
- Musique : Pınar Toprak
- Direction artistique : María Fernanda Muñoz
- Décors : Jim Bissell
- Costumes : n/a
- Photographie : Jonathan Sela
- Montage : Craig Alpert
- Production : Sandra Bullock, Liza Chasin et Seth Gordon
- Production associée : Charlie Endean
- Sociétés de production : Fortis Films[1], 3dot Productions et Exhibit A
- Sociétés de distribution : Paramount Pictures (États-Unis, Québec[2]), Paramount Pictures France[3]
- Pays de production :  États-Unis
- Langue originale : anglais
- Format : couleur
- Genres : comédie romantique, aventures, action
- Durée : 112 minutes
- Dates de sortie : 
  - États-Unis, Québec[2] : 25 mars 2022
  - France : 20 avril 2022[3]

## Distribution
- Sandra Bullock (VF : Françoise Cadol ; VQ : Hélène Mondoux) : Loretta Sage/Angela
- Channing Tatum (VF : Adrien Antoine ; VQ : Frédérik Zacharek) : Alan/Dash
- Daniel Radcliffe (VF : Hugo Brunswick ; VQ : Louis-Philippe Berthiaume) : Abigail Fairfax
- Patti Harrison (VF : Olivia Luccioni ; VQ : Lauriane S. Thibodeau) : Allison
- Raymond Lee (VF : Alexis Tomassian) : l'officier Juarez
- Oscar Nuñez (VF : Diego Asensio ; VQ : Frédéric Desager) : Oscar
- Da'Vine Joy Randolph (VF : Corinne Wellong ; VQ : Florence Blain Mbaye) : Beth Hatten
- Héctor Aníbal (VF : Benjamin Penamaria) : Rafi
- Thomas Forbes-Johnson : Julian
- Brad Pitt (VF : Jean-Pierre Michaël ; VQ : Alain Zouvi) : Jack Trainer[4]
Version française
  - Studio de doublage : Deluxe Media Paris
  - Direction artistique : José Luccioni
  - Adaptation : Edgar Givry

## Production

### Développement
En octobre 2020, on annonce que Sandra Bullock sera à l'affiche d'un film intitulé The Lost City of D réalisé par les frères Aaron et Adam Nee (en) et basé sur scénario de Seth Gordon et Dana Fox. Sandra Bullock y participe également en tant que productrice, via sa société Fortis Films, alors que Paramount Pictures distribue le film. En décembre, Channing Tatum rejoint le film.
En mars 2021, Patti Harrison, Da'Vine Joy Randolph et Daniel Radcliffe rejoignent eux aussi la distribution,,. En avril, Brad Pitt est annoncé, mais uniquement dans un caméo. Selon Sandra Bullock, c'est sa coiffeuse qui aurait incité l'acteur à faire ce caméo. Le même mois, l'acteur d'origine cubaine Oscar Nuñez est aussi confirmé.

### Tournage
Le tournage débute en mai 2021. Il se déroule notamment en République dominicaine, dont à Santa Bárbara de Samaná, à Saint-Domingue à Casa de Campo et aux Pinewood Indomina Studios. Il s'achève le 16 août de la même année.

### Sortie
Aux États-Unis, la sortie du film est initialement prévue pour le 15 avril 2022. En octobre 2021, le titre du film est modifié en The Lost City, alors que la sortie américaine est avancée au 25 mars 2022, tout comme celle pour le Québec. En France, le film sort en salle le 20 avril 2022.

## Accueil

### Critique
Les sites Allociné, Rotten Tomatoes et Metacritic donnent respectivement la note de 2,8/5, 78% et de 60,,.
La presse française est globalement mitigée sur le film. Le Parisien est le plus enthousiaste en parlant d'une « comédie romantique [qui] repose sur de nombreux ressorts comiques, dont le meilleur réside dans la présence de la comédienne de Speed, qui joue à merveille une romancière bobo plongée dans un environnement hostile, et avec pour seule arme un hilarant sens de la répartie ». Libération parle quant à lui en ces termes : « Délestée de ses lourdeurs initiales, cette comédie de couple dans la jungle, portée par une Sandra Bullock géniale, renoue avec l’esprit 'screwball' ». L'Obs est plus sur la retenue mais évoque « un petit plaisir à ne pas bouder dans ce grand marasme qu’est devenu le divertissement hollywoodien » ; paroles similaire à celles du JDD : « Cela aurait pu être encore plus drôle et trash, mais on ne boude pas son plaisir ».
La déception quant au scénario se fait jour pour le site Écran Large qui avance que « Sandra Bullock et Channing Tatum ne peuvent pas sauver cette poussiéreuse cité perdue, qui ressemble à un mauvais remake d'À la poursuite du diamant vert, et se prend tellement au sérieux qu'elle donne plus envie de pleurer que rigoler ». Ouest-France est hostile au film : « Même avec Channing Tatum, Daniel Radcliffe et Brad Pitt, tout tombe à plat, y compris un humour parfois graveleux ». C'est dans des termes similaires que Première rejoint l'analyse du Ouest-France : « Mal assorti et mal servi par des gags qui tombent à plat, le duo Tatum/Bullock se paume dans la jungle (et nous avec) ».

### Box-office
Le jour de sa sortie en France, le film réalise 52 944 entrées (dont 10 975 en avant-première) pour 609 copies, le plaçant en 2e position au box-office des nouveautés, derrière la comédie française Les SEGPA (62 664) et devant la comédie américaine Un Talent en or massif (8 602). Le film engrange 317 713 entrées pour sa première semaine d'exploitation en France, se positionnant à la 4e place du box-office.